# Lymeon ornatipennis
Lymeon ornatipennis är en stekelart som först beskrevs av Cameron 1911.  Lymeon ornatipennis ingår i släktet Lymeon och familjen brokparasitsteklar. Inga underarter finns listade i Catalogue of Life.